# Château de Labourdonnais
Pour les articles homonymes, voir Labourdonnais.
Le château de Labourdonnais, ou château Labourdonnais, est un château situé à Mapou, sur l'île Maurice, à Maurice. Il a été construit au XIXe siècle par Christian William Wiehe, descendant d'un immigrant danois.